# Faustball-Weltmeisterschaft der Frauen 2014
| 6. Weltmeisterschaft 2014          | 6. Weltmeisterschaft 2014 |
| Frauen                             | Frauen                    |
| ---------------------------------- | ------------------------- |
| Anzahl Nationen                    | 10                        |
| Weltmeister                        | Deutschland               |
| Gastgeber                          | Deutschland               |
| Stadt                              | Dresden                   |
| Austragungsort                     | Ostrapark                 |
| Eröffnung                          | 30. Juli 2014             |
| Endspiel                           | 3. August 2014            |
| Verband                            | IFA                       |
| Anzahl Spiele                      | 31                        |
| \| ← 5. WM 2010 \| 7. WM 2016 → \| |                           |
| ← 5. WM 2010                       | 7. WM 2016 →              |

Die 6. Faustball-Weltmeisterschaft der Frauen fand vom 30. Juli bis 3. August 2014 in Dresden (Deutschland) statt. Deutschland war damit zum ersten Mal Ausrichter der Faustball-Weltmeisterschaft der Frauen.
Die deutsche Frauennationalmannschaft hatte an den vorangegangenen Weltmeisterschaften dreimal die Gold- und je einmal die Silber- und Bronzemedaille erhalten. Titelverteidiger war die Nationalmannschaft Brasiliens, die bei der Austragung 2010 in Chile Gold gewann. Die Spiele standen unter dem Patronat der International Fistball Association (IFA).

## Teilnehmer
Zum ersten Mal nahmen die Frauen-Nationalmannschaften aus Kolumbien und den Vereinigten Staaten an einer Frauen-Weltmeisterschaft teil.
| Europa - Deutschland - Italien - Österreich - Schweiz - Tschechien | Südamerika - Argentinien - Chile - Brasilien - Kolumbien | Nordamerika - Vereinigte Staaten |

## Spiele
Die ersten beiden Teams der Vorrunde qualifizieren sich direkt für die Halbfinalspiele, die restlichen Mannschaften spielen in der Zwischenrunde um die verbleibenden Plätze.
| Gruppe A    | Gruppe B           |
| ----------- | ------------------ |
| Deutschland | Brasilien          |
| Österreich  | Schweiz            |
| Argentinien | Chile              |
| Italien     | Tschechien         |
| Kolumbien   | Vereinigte Staaten |

### Vorrunde Gruppe A
| Mittwoch, 30. Juli 2014   |   |           |             |   |             |                               |
| 1                         | 1 | 13:00 Uhr | Deutschland | – | Kolumbien   | 3:0 (11:1, 11:2, 11:4)        |
| 2                         | 2 | 13:00 Uhr | Österreich  | – | Italien     | 3:0 (11:7, 11:8, 11:7)        |
| 5                         | 1 | 15:30 Uhr | Österreich  | – | Kolumbien   | 3:0 (11:1, 11:2, 11:5)        |
| 6                         | 2 | 15:30 Uhr | Argentinien | – | Italien     | 1:3 (11:5, 8:11, 6:11, 6:11)  |
| 9                         | 1 | 19:00 Uhr | Deutschland | – | Argentinien | 3:0 (11:6, 11:6, 11:4)        |
| Donnerstag, 31. Juli 2014 |   |           |             |   |             |                               |
| 13                        | 1 | 13:45 Uhr | Deutschland | – | Italien     | 3:0 (11:4, 11:4, 11:2)        |
| 14                        | 2 | 13:45 Uhr | Argentinien | – | Kolumbien   | 3:0 (11:4, 11:4, 11:9)        |
| 17                        | 2 | 16:15 Uhr | Österreich  | – | Argentinien | 3:0 (11:5, 11:1, 11:5)        |
| 18                        | 2 | 16:15 Uhr | Italien     | – | Kolumbien   | 3:0 (11:5, 11:1, 11:5)        |
| 20                        | 2 | 18:45 Uhr | Deutschland | – | Österreich  | 3:1 (11:6, 5:11, 11:9, 13:11) |

| Pl. | Team        | Sp. | Sätze | Bälle   | Pkt. |
| --- | ----------- | --- | ----- | ------- | ---- |
| 1   | Deutschland | 4   | 12:1  | 139:70  | 8    |
| 2   | Österreich  | 4   | 9:3   | 136:81  | 6    |
| 3   | Italien     | 4   | 6:7   | 103:104 | 4    |
| 4   | Argentinien | 4   | 4:9   | 91:121  | 2    |
| 5   | Kolumbien   | 4   | 0:12  | 39:132  | 0    |

### Vorrunde Gruppe B
| Mittwoch, 30. Juli 2014   |   |           |            |   |            |                                     |
| 3                         | 1 | 14:15 Uhr | Brasilien  | – | USA        | 3:0 (11:2, 11:5, 11:3)              |
| 4                         | 2 | 14:15 Uhr | Schweiz    | – | Tschechien | 3:0 (11:4, 11:5, 11:9)              |
| 7                         | 1 | 16:45 Uhr | Schweiz    | – | USA        | 3:0 (11:6, 11:9, 11:6)              |
| 8                         | 2 | 16:45 Uhr | Chile      | – | Tschechien | 3:0 (12:10, 11:9, 11:9)             |
| 10                        | 2 | 19:00 Uhr | Brasilien  | – | Chile      | 3:0 (11:9, 11:4, 11:1)              |
| Donnerstag, 31. Juli 2014 |   |           |            |   |            |                                     |
| 11                        | 1 | 12:30 Uhr | Brasilien  | – | Tschechien | 3:0 (11:4, 11:9, 11:4)              |
| 12                        | 2 | 12:30 Uhr | Chile      | – | USA        | 3:0 (11:5, 11:8, 11:8)              |
| 15                        | 2 | 15:00 Uhr | Schweiz    | – | Chile      | 3:2 (12:14, 7:11, 11:5, 11:5, 11:3) |
| 16                        | 2 | 15:00 Uhr | Tschechien | – | USA        | 0:3 (9:11, 6:11, 3:11)              |
| 19                        | 1 | 18:45 Uhr | Brasilien  | – | Schweiz    | 3:0 (11:8, 11:9, 11:3)              |

| Pl. | Team               | Sp. | Sätze | Bälle   | Pkt. |
| --- | ------------------ | --- | ----- | ------- | ---- |
| 1   | Brasilien          | 4   | 12:2  | 132:61  | 8    |
| 2   | Schweiz            | 4   | 9:5   | 164:138 | 6    |
| 3   | Chile              | 4   | 8:6   | 105:134 | 4    |
| 4   | Vereinigte Staaten | 4   | 3:9   | 85:117  | 2    |
| 5   | Tschechien         | 4   | 0:12  | 81:133  | 0    |

### Zwischenrunde
Die Sieger zog ins Halbfinale ein, die Verlierer spielten um die Plätze 5 und 6.
| 1. August 2014 | Österreich | – | Chile   | 3:0 | (11:5, 11:6, 11:7) |
| 1. August 2014 | Schweiz    | – | Italien | 3:0 | (11:5, 11:3, 11:4) |

### Platzierungsrunde um die Plätze 7–10
| 1. August 2014 | Argentinien | – | Tschechien | 3:0 | (11:9, 11:8, 11:4)        |
| 1. August 2014 | USA         | – | Kolumbien  | 3:1 | (11:4, 12:10, 8:11, 11:6) |

### Halbfinale
| 1. August 2014 | Deutschland | - | Schweiz    | 3:1 | (11:7, 2:11, 11:3, 11:5) |
| 1. August 2014 | Brasilien   | - | Österreich | 0:3 | (4:11, 8:11, 8:11)       |

### Platzierungsspiele
| Spiel um Platz 9 | Spiel um Platz 9 | Spiel um Platz 9 | Spiel um Platz 9 | Spiel um Platz 9 | Spiel um Platz 9            | Spiel um Platz 9 | Spiel um Platz 9 |
| ---------------- | ---------------- | ---------------- | ---------------- | ---------------- | --------------------------- | ---------------- | ---------------- |
| 2. August 2014   | Tschechien       | –                | Kolumbien        | 3:0              | (11:7, 11:8, 11:7)          |                  |                  |
| Spiel um Platz 7 |                  |                  |                  |                  |                             |                  |                  |
| 2. August 2014   | Argentinien      | –                | USA              | 3:0              | (11:6, 11:9, 11:7)          |                  |                  |
| Spiel um Platz 5 |                  |                  |                  |                  |                             |                  |                  |
| 2. August 2014   | Chile            | –                | Italien          | 3:1              | (8:11, 11:9, 11:9, 11:7)    |                  |                  |
| Spiel um Platz 3 |                  |                  |                  |                  |                             |                  |                  |
| 2. August 2014   | Schweiz          | –                | Brasilien        | 0:3              | (4:11, 8:11, 5:11)          |                  |                  |
| Finale           |                  |                  |                  |                  |                             |                  |                  |
| 2. August 2014   | Deutschland      | –                | Österreich       | 3:1              | (10:12, 15:14, 11:7, 15:13) |                  |                  |

## Schiedsrichter
Vom Vorsitzenden der IFA-Schiedsrichterkommission Karl Hinterreiter wurden für die Weltmeisterschaften sechs Schiedsrichter aus drei Nationen nominiert.
| Name             | Land        | Einsätze in der Finalrunde | Einsätze in der Finalrunde | Einsätze in der Finalrunde   |
| Name             | Land        | Zwischenrunde              | Halbfinale                 | Finalspiele                  |
| ---------------- | ----------- | -------------------------- | -------------------------- | ---------------------------- |
| Daniel Müller    | Schweiz     | AUT – CHL                  |                            | P9 / CZE – COL F / GER – AUT |
| Daniel Meier     | Schweiz     |                            |                            | P7 / ARG – USA               |
| Peter Fuchs      | Österreich  | SUI – ITA                  |                            | P5 / CHL – ITA               |
| Gernold Haitzer  | Österreich  | ARG – CZE                  | GER – SUI                  |                              |
| Heike Müller     | Deutschland | USA – COL                  |                            | P3 / SUI – ITA               |
| Nicole Heldmaier | Deutschland |                            | BRA – AUT                  |                              |

## Austragungsort
Ausgetragen wurden die Faustball-Weltmeisterschaft der Frauen auf dem Gelände im Ostrapark in Dresden. Für die Spiele wurden zusätzliche Tribünen um das Spielfeld aufgebaut. Am Finaltag waren rund 2.900 Zuschauer auf dem Gelände.

## Platzierungen
Endstand:
| Rang | Land        |
| ---- | ----------- |
| 1.   | Deutschland |
| 2.   | Österreich  |
| 3.   | Brasilien   |
| 4.   | Schweiz     |
| 5.   | Chile       |
| 6.   | Italien     |
| 7.   | Argentinien |
| 8.   | USA         |
| 9.   | Tschechien  |
| 10.  | Kolumbien   |